# 三原じゅん子
三原 じゅん子（みはら じゅんこ、本名：中根 順子、旧姓：三原、1964年〈昭和39年〉9月13日 - ）は、日本の政治家、女優・歌手、介護施設経営者、レーシングドライバー。自由民主党所属の参議院議員（3期）、女性活躍担当大臣、共生社会担当大臣、内閣府特命担当大臣（こども政策、少子化対策、若者活躍、男女共同参画、共生・共助）。
以前は出生名の三原 順子で活動。芸能活動期間の所属事務所は東京宝映テレビ。
参議院厚生労働委員長、参議院消費者問題に関する特別委員長、参議院環境委員長、自由民主党女性局長、厚生労働副大臣、内閣府大臣補佐官、 参議院政府開発援助等及び沖縄・北方問題に関する特別委員長を歴任。

## 来歴

### 生い立ち～女優～歌手
東京都板橋区出身。父は印刷会社を経営していたが、倒産する。連日、強面の男が借金の取り立てに来たという。父は働く意欲をなくし、酒浸りとなり、母は夜の仕事で家計を支えていた。
1971年（昭和46年）4月、淑徳小学校入学。翌1972年（昭和47年）、東京宝映テレビ・劇団フジに入団し、劇団フジ定期公演「青い鳥」等に出演。劇団に入り演技を学び、ドラマにも出るようになると、学校ではそれを羨んだ生徒から教科書をカッターで切られたり、階段から突き落とされたりと次々にいじめを受けたという。
1975年（昭和50年）、第29回定期公演で「強制収容所の少女」の主役シズエを演じる（大場久美子とのダブルキャスト。1977年（昭和52年）4月、十文字中学校入学。1979年（昭和54年）、テレビ朝日系ドラマ『燃えろアタック』（主演は歌手の荒木由美子）へ出演。本格的なドラマデビューとなる。学校が芸能活動を許可していなかったため、2年2学期に自主退学し、板橋区立志村第一中学校に転校する。なお当時の三原は後述の金八以後のようなキャラではなく美少女路線であった。
1979年（昭和54年）、『3年B組金八先生』に「山田麗子」役で出演。役柄の「ツッパリ（＝不良、非行生徒）」イメージで、人気が急上昇した。中でも同級生へのリンチシーンで仲間を仕切りながら発した「顔はやばいよ、ボディやんな、ボディを」のセリフは、三原のヤンキー性を表す代名詞になった。
1980年（昭和55年）、明治大学付属中野高等学校定時制へ入学。後に仕事と勉学の両立が難しくなり中退。この年、歌手としてセクシー・ナイトでデビューを果たし、同曲がヒットし歌番組にも多数出演する。恋人の存在を明かすなど当時の女性アイドルとしては大胆な言動が話題を呼んだ。なお本人は後に「子役時代から活躍していたので、ポッと出のようなアイドル路線は嫌だった。」と語っている。代表曲は、セクシー・ナイト（1980年7月21日）、いとしのサマーボーイ（1980年12月5日）、ド・ラ・ム（1981年1月21日）、サニーサイド・コネクション（1981年6月21日）、気まぐれSTING（1983年3月21日）、悲・GEORGE（1983年9月21日）、じゃじゃ馬ならし（1984年7月21日）、口唇からショット・ガン（1985年3月21日）などがある。
1982年（昭和57年）には、TAKU（横浜銀蝿）作曲の「だって・フォーリンラブ・突然」のロングヒットで、第33回NHK紅白歌合戦（歌唱曲は「だって…」と同じくTAKU作曲の「ホンキでLove me Good!!」）に出場した。
1984年（昭和59年）、20歳の誕生日を機に本名の「三原順子」から「三原じゅん子」へ改名。また、「JUNKO」というアーティスト名でハードロックのバンドを組み、ライブ活動をしていた時期もある。『金八先生』での役名「山田麗子」をそのまま用いたペンネームで先述の「だって・フォーリンラブ・突然」（横浜銀蝿との共同）などの作詞も手掛けている。
1987年（昭和62年）から1999年（平成11年）にかけては、国際B級ライセンスを取得してレーシングドライバーとしても活動。マーチ・リトルダイナマイトカップ、全日本ツーリングカー選手権、全日本GT選手権（現SUPER GT）、スーパー耐久、スパ・フランコルシャン24時間などのツーリングカーレースで活動し、トヨタのMR2・カローラレビン・キャバリエ、ホンダのプレリュード・インテグラなどをドライブした。レース中の事故による骨折も7回経験しているという。2003年（平成15年）から2004年まで、全日本GT選手権に参戦する「TEAM MACH」の監督を務め、2005年から2007年まで、二輪レースチーム「weave×MIHARA PROJECT」の監督を務めた。

### 婚姻歴
1990年（平成2年）、レーシングドライバーの松永雅博と結婚（1999年5月離婚）。
1999年（平成11年）11月、お笑い芸人のコアラ（当時アニマル梯団、のちにハッピハッピー。に改名）と再婚（2007年離婚）。
2016年（平成28年）10月、元秘書である24歳年下の中根雄也と三度目の結婚を発表。

### がん撲滅等の啓発活動から政界進出
2008年（平成20年）、ヒトパピローマウイルス (HPV) が主な原因の子宮頸癌を患い子宮を摘出した。この経験もあり、医療や介護問題への関心を強め、がん撲滅等の啓発活動を行うようになったとしている。
2010年（平成22年）3月には自ら介護施設の経営を始める。
2010年（平成22年）4月8日、第22回参議院議員通常選挙に自由民主党から比例区で出馬すると記者会見で発表。この立候補は党からのスカウトでなく自ら名乗り出たことを明らかにした。また、「二足のわらじを履けるほど国会議員の仕事を甘くは考えていない」として、当選した場合は女優を引退すると表明した。同年7月11日の第22回参議院議員通常選挙は自民党にとっては野党の立場として初の大型国政選挙であった。出馬会見では、前述のがん克服体験について語ると共に、なぜ自民党から出馬したのかという質問に対し、今忘れられている日本人の良さ、伝統的な社会の価値観を大切に考えていることを理由として挙げた。約17万票を個人名で獲得し、党内5位で初当選。当選後は女優業をしていないが、例外として2011年（平成23年）3月に放送されたテレビドラマシリーズ「3年B組金八先生」の最終回で過去の出演者達が卒業生として勢揃いで集合する場面では卒業生の一人として特別出演した。なお、国会議員としての映像への出演は行っている。2013年（平成25年）、自民党女性局長（10月8日に総務会指名就任）、自民党オートバイ議員連盟事務局長に就任。2016年1月、参議院厚生労働委員長に就任。

#### 神奈川県選挙区に転出
2015年（平成27年）9月、自民党神奈川県連は第24回参議院議員通常選挙で三原を比例区から転出させ、神奈川県選挙区（定数4）の候補に擁立することを決め、自民党本部に公認申請した。自民党本部は改選4議席以上の選挙区に2名の公認候補を擁立する方針を立てており、同年6月、神奈川県連には神奈川県選挙区選出の現職小泉昭男と三原の2名が公認を申請していた。
一方で公明党が神奈川県選挙区に公認候補者を擁立する方針を決めたため、自民党神奈川県連では公認候補は1名に絞って参院選を戦うべきとの意見が大勢を占めるに至り、党本部が求める公認候補の複数擁立については対応が困難となった。こうした中、県連内部の混乱発生を危惧した小泉が同年8月に公認辞退・議員引退の意向を示した。小泉の引退表明を受け神奈川県連は三原のみの公認申請を決めたが、自民党本部は神奈川県連に対しなおも2人目の候補者擁立を指示し、三原の公認を保留した。
党勢拡大を狙う党本部と共倒れを避けたい県連との間で意見の相違が生じ、他の都道府県や比例区の公認候補が出揃う一方で現職である三原の公認が決まらず出遅れが懸念される中、2016年（平成28年）1月、自民党本部は三原の公認とともに、みんなの党解党後無所属で活動していた神奈川県選挙区選出の現職中西健治・旧みんなの党政調会長に党本部推薦を出し、候補者を2名確保することを決めた。
党本部は中西を推薦した理由について「政策が近い」と説明したが、神奈川県連は中西が過去に自民・公明と袂を分かってみんなの党に参加したことを問題視しており、「党本部推薦であっても中西を県連が組織的に応援することはできない」と反発。三原のみの支援に注力するとの姿勢を示した。
同年3月、自民党本部は公明党の新人候補三浦信祐にも推薦を出したが、神奈川県連は自民党系の候補者が3人になるためこれにも反対。県連は三原支援に専念するとの姿勢を改めて示し、中西は無所属での出馬を余儀なくされた。
同年7月の投開票の結果、三原は約100万票を集め、得票率24.5%でトップ当選。中西も4位で当選し、自民党の追加公認を受ける形となった。
2017年10月、参議院消費者問題に関する特別委員長に就任。
2019年10月、自民党内閣第二部会長代理（部会長代理としての担当は原子力防災、経済再生、TPP、日EU・EPAおよびTAG、全世代型社会保障改革、経済財政政策、金融、デフレ脱却）に就任。
2020年9月、厚生労働副大臣（主に労働、子育て、年金分野）に就任した。
2021年11月19日、野田聖子少子化相から、男女共同参画に関する政策の企画・立案を支援する大臣補佐官に任命される。

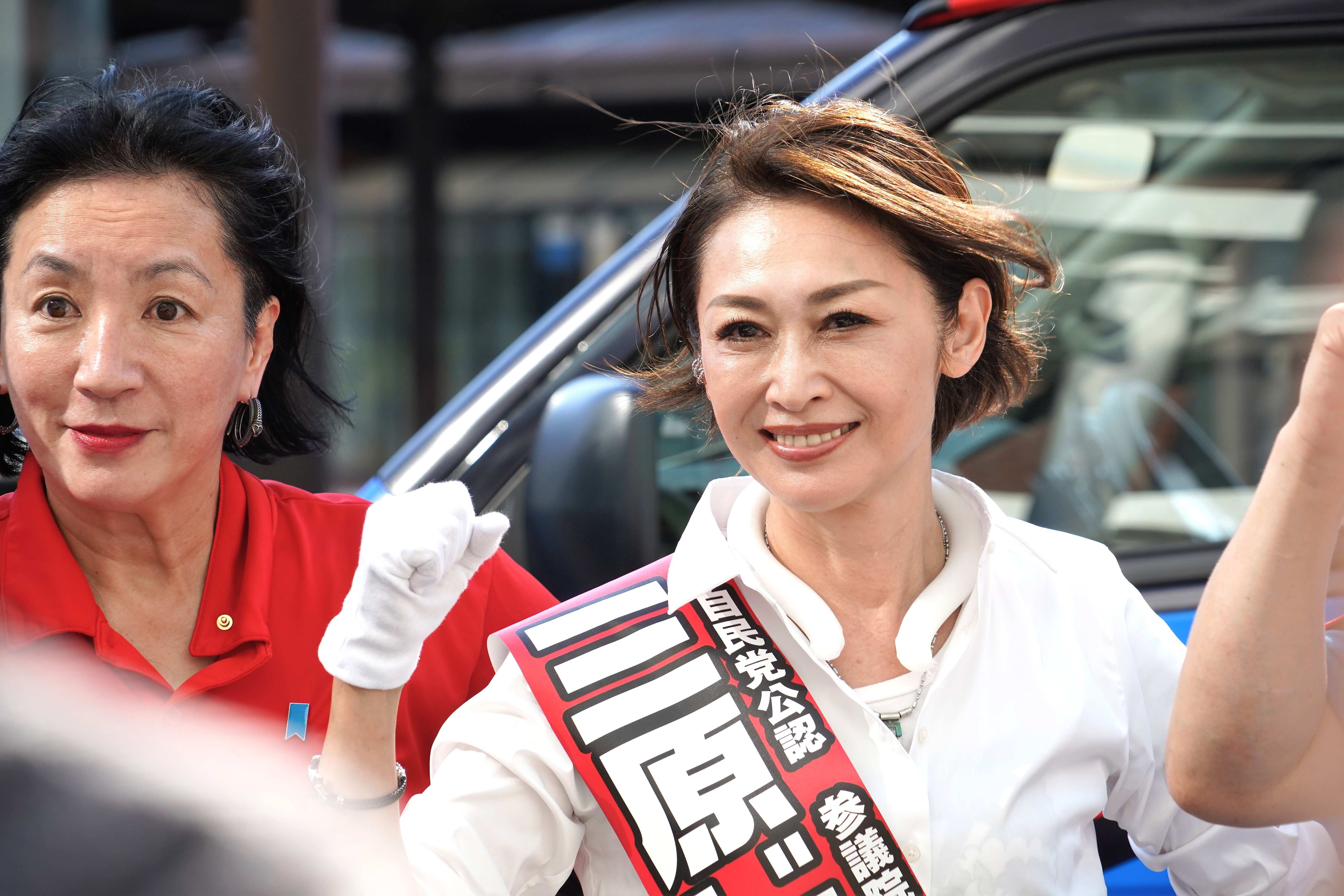
横浜駅前にて街頭演説をする三原

2022年7月の第26回参議院議員通常選挙で、再び神奈川県選挙区から立候補し、3選。同選挙区では24年ぶりに自民党が2人を擁立し、公明党と合わせて与党候補が3人立候補する激戦となったが、807,300票を獲得して2期連続で2位以下に大差をつけてのトップ当選を果たした。
2022年10月、参議院政府開発援助等及び沖縄・北方問題に関する特別委員長に就任。
2023年10月、参議院環境委員長に就任。

### こども政策担当大臣
2024年10月1日、同日発足した第1次石破内閣において、内閣府特命担当大臣（こども政策、少子化対策、若者活躍、男女共同参画、共生・共助）、女性活躍担当大臣、共生社会担当大臣として初入閣した。同年11月11日に発足した第2次石破内閣においても留任。
2025年6月21日、参議院の審議中の為党から『禁足』が指示されていたものの、湘南美容クリニックを訪れているところを報道された。

## 政策・主張

### 憲法
- 憲法改正について、2016年の朝日新聞社のアンケート、2022年のNHKのアンケートで「賛成」と回答[36][37]。
- 9条改憲について、2016年の毎日新聞社のアンケートで「改正して、自衛隊の役割や限界を明記すべき」と回答[38]。2022年の毎日新聞社のアンケートで「改正して、自衛隊の存在を明記すべきだ」と回答[39]。9条への自衛隊の明記について、2022年のNHKのアンケートで「賛成」と回答[37]。
- 憲法を改正し緊急事態条項を設けることについて、2022年のNHKのアンケートで「賛成」と回答[37]。

### 外交・安全保障
- 「他国からの攻撃が予想される場合には先制攻撃もためらうべきではない」との問題提起に対し、2016年のアンケートで「どちらかと言えば賛成」と回答[36]。
- 敵基地攻撃能力を持つことについて、2022年のNHKのアンケートで「賛成」と回答[37]。
- 「北朝鮮に対しては対話よりも圧力を優先すべきだ」との問題提起に対し、2016年のアンケートで「どちらかと言えば賛成」と回答[36]。
- 安全保障関連法の成立について、2016年の毎日新聞社のアンケートで「今の法制でよい」と回答[38]。
- 普天間基地の移設問題について、2016年の毎日新聞社のアンケートで「名護市辺野古に移設すべき」と回答[38]。普天間基地の辺野古移設について、2022年の毎日新聞社のアンケートで「賛成」と回答[39]。
- 日本の核武装について、2016年の毎日新聞社のアンケートで「国際情勢によっては検討すべきだ」と回答[38]。
- ロシアは2022年2月24日、ウクライナへの全面的な軍事侵攻を開始した[40]。日本政府が行ったロシアに対する制裁措置についてどう考えるかとの問いに対し、2022年のNHKのアンケートで「適切だ」と回答[37]。同年の毎日新聞社のアンケートで「今の制裁で妥当だ」と回答[39]。
- 2022年6月7日、政府は経済財政運営の指針「骨太方針」を閣議決定した。NATO加盟国が国防費の目標としている「GDP比2％以上」が例示され、防衛力を5年以内に抜本的に強化する方針が明記された[41]。「防衛費を今後どうしていくべきだと考えるか」との問いに対し、2022年のNHKのアンケートで「ある程度増やすべき」と回答[37]。

### ジェンダー
- 選択的夫婦別姓制度の導入について、2010年の読売新聞社のアンケートで「反対」と回答[42]。2016年のアンケートで「どちらかと言えば反対」と回答[36]。2022年の毎日新聞社のアンケートで、選択肢以外の回答をした[39]。同年のNHKのアンケートで回答しなかった[37]。
- 同性婚を可能とする法改正について、2016年のアンケートで「どちらとも言えない」と回答[36]。2022年の毎日新聞社のアンケート「反対」と回答[39]。同年のNHKのアンケートで回答しなかった[37]。
- クオータ制の導入について、2016年のアンケートで「どちらとも言えない」と回答[36]。2022年のNHKのアンケートで「反対」と回答[37]。

### がん対策
- 子宮頸がんを患い、子宮を摘出した経験から、がん治療に対する取り組みをライフワークとしている[43]。全てのがん患者とその家族の苦痛の軽減と療養生活の質の維持向上、がんになっても安心して暮らせる社会の構築を目標としている[44][45]。
- がん登録推進法の法制化作業チームの一員として携わった[46]。
- HPVワクチン接種と検診の無料化を主張している[47]

- 参議院議員当選後は、参議院厚生労働委員会でHPVワクチンの公費助成、副反応被害救済制度、ワクチンに関する知識の啓蒙に関する主張を行った[要出典]。
- がん患者の立場から、受動喫煙防止を目的とした屋内原則禁煙の健康増進法改正を訴えている[48]。
- 子宮頸がんによって子宮を摘出した経験からワクチンの積極的勧奨再開とワクチン普及啓発に力をいれており、2024年4月9日（子宮の日）に合わせて公表された、子供を持つ母親役で出演するHPVワクチン啓発動画「未来への選択」（一般社団法人 新時代戦略研究所作成）に出演した[49][50]。

### 児童虐待防止
- 女性局局長として、当選直後から児童虐待防止の問題に取り組んできたという[51]。
- 全国の児童相談所が2013年に行った調査において児童虐待の件数が23年連続で増加し7万3802件にのぼったことについて、三原はインタビューで「一刻の猶予もありません。報告されていない多数の事例があるはずです。かつては80%が実母による虐待でしたが、最近は実父や母親の交際相手によるケースが増えている。暴力以外に、心理的虐待も多い。これらは子供の心に大きな傷を作り、成長を阻害する要因になっています」と語った[52]。
- 女性局としては、児童虐待防止および通報を啓発する「オレンジリボンキャンペーン」の実施を率いた[要出典]。児童虐待の通報ダイヤル「189」は女性局が5年以上の月日をかけて取り組んだ成果の一環であると主張している[53][54]。
- 少子化対策との関連において、加害者としての親を救済するべきとする主張を行っている。インタビューでは、これまでの少子化対策は、「産みやすい環境をつくる」ことに重心を置いていたことを踏まえ、これからは虐待しない親を作ることも、政治に求められていることだと語り、虐待をしてしまう不安を抱える親の相談所を整備すべきだと主張している[55]。

### その他
- 永住外国人への地方参政権付与について、2016年のアンケートで「反対」と回答[36]。
- 首相の靖国神社参拝について、2016年のアンケートで「賛成」と回答[36]。
- 靖国神社には「20代の頃からほぼ毎年参拝していた」と語っており、議員初当選後の2010年から2013年の終戦の日、春季秋季例大祭にも参拝したという[56]。
- 「治安を守るためにプライバシーや個人の権利が制約されるのは当然だ」との問題提起に対し、2016年のアンケートで「どちらかと言えば賛成」と回答[36]。
- 「原子力発電所は日本に必要だと思うか」との問いに対し、2016年の毎日新聞社のアンケートで「必要」と回答[38]。
- 2016年の米国大統領選挙について「ドナルド・トランプとヒラリー・クリントンのどちらを支持するか」との問いに対し、2016年の毎日新聞社のアンケートで「どちらとも言えない」と回答[38]。
- 2016年2月8日、高市早苗法務大臣は、放送局が政治的公平性を欠く放送を繰り返した場合、電波法に基づき電波停止を命じる可能性に言及した[57]。安倍晋三首相は2月15日の衆議院予算委員会で野党の批判に反論し、高市の発言を擁護した[58]。政府の姿勢をどう思うかとの問いに対し、2016年の毎日新聞社のアンケートで「問題とは思わない」と回答[38]。
- 国会議員の被選挙権年齢の引き下げについて、2022年の毎日新聞社のアンケートで「賛成」と回答[39]。
- 2011年の日韓図書協定に反対した[59]。
- 私事性的画像記録の提供被害防止法（リベンジポルノ法案）の取りまとめを行った[60][61]。
- 当時野党議員であった2011年、厚生労働委員会での子ども手当の支給に関する改正案についての審議で、子ども手当よりも東日本大震災の復興へ予算をまわす事が先決であると述べ、ツイッターに「今日の厚生労働委員会で訴えてまいりました。子ども手当は反対！この緊急時に子ども手当よりも復興へ予算をまわす事が先決である！！と。」と投稿した[62][63]。改正案が成立すると「子ども手当を廃止して、被災地の皆様の復興の為に使いたかった。力、足りなくて申し訳ございません」と投稿した[64]。

- こども家庭庁の予算7兆円もありながら何も成果を上がらず予算が足りないと言って批判されるが政治資金パーティーを実施[65]。
- 2025年5月、三原が率いるこども家庭庁が「プレコンセプションケア推進5か年計画」を発表した[66]。9億5000万円の予算で5年間で「プレコンサポーター（妊娠・出産アドバイザー）」と呼ばれる啓発人材を5万人養成し、企業や自治体、学校で講習や相談窓口を設置するという計画である[66]。
- 2026年4月から導入される予定の「子ども・子育て支援金制度」が“独身税”として炎上した[67]。

## 発言

### 「八紘一宇」をめぐる発言
概要
2015年3月16日、参議院予算委員会において企業の国際的な租税回避問題に関する質問をした際「八紘一宇」という言葉をとりあげ「日本が建国以来、大切にしてきた価値観である」と述べた。質問中、清水芳太郎の著書『建国』を引用し、以下の発言をした。
賛同
- 歴史的な視点によるもの

大原康男は、東京裁判（リンク）で「八紘一宇」が問題とされた際、判決で「その伝統的な文意は、究極的には全世界に普及する運命をもった人道の普遍的な原理以上の何ものでもなかった」と判断されたことに言及し、「こうした経緯を鑑（かんが）みれば、「八紘一宇」が国策に利用された過去があったにしろ、その本義を踏まえた上で今日的な文脈で捉え直した三原議員の発言を頭から否定するのは、言論の封殺に繋（つな）がると言わざるを得まい」とコメントしている。
また、清水芳太郎は国家主義者であり、その著書を引用することはけしからんとの上記批判に対しては、片山杜秀が文芸春秋で反論を行っている。清水の思想は、弱肉強食の原理で敵を倒し搾取することを否定し、むしろ敵を拝んで仲間とすることで平和を達成しようとした点に要点があると指摘、「日本は八紘一宇という建国の精神を改めて想起し、グローバリズムの悪しき側面と戦うべきだ。三原議員はそのような含みで発言したのではないか」と擁護した。さらにこの点を示す清水の著作を引用し「キリストは汝の敵を愛せよと言った。日本教に於いてはもとより当然のことである。（中略）皇室に於かれては、常に敵を拝まれた。敵をも拝むのは、日本宗教の本来の伝統だ。この包容あってこそ、多種多様の民族が、日本において融合統一されたのである」と述べ、八紘一宇の言葉が記された建国の詔には敵を拝む精神が大きく刻印されていると主張した。
- 経済的な視点によるもの

また、小林よしのりは「ピケティみたいなことを主張しているわけで、右巻きの者たちを説得する手段として「八紘一宇」を使ったわけだ。なかなかやるじゃないか」「安倍政権は多国籍企業に有利な政策しか取らないから、どうせ無理な提案だっただろうが、三原じゅん子が強欲資本主義に一定の疑問を持っていることには驚いた」と評した。
批判
- 歴史的な視点によるもの

ネット上では、「意図する内容を伝えるなら別の言い方があったのではないか」「本来の意味よりも戦時統制のプロパガンダとしてとらえられる危険性が高いのになぜあえて使うのか」「結果的に戦争に結びついた言葉なので、使わない方がいいのではないか」などの慎重な意見が出た。
斎藤美奈子は東京新聞で同発言を「会心の無恥」であると批判し「口が滑った程度の話じゃないからね。（中略）歴史のお勉強をサボると、こういう惨事を招くんです。いずれにせよ、侵略戦争を正当化したいという願望がなげればこんな無知かつ無恥な発言は出ないはず。(中略)厳しく処分しないと禍根を残すよ」とコメントした。また、「戦時中のスローガンを国会でなぜ？」（3月19日付朝日新聞）や「侵略戦争を正当化」（同日付東京新聞）、「戦意活用スローガン『八紘一宇』国会発言」（3月27日付毎日新聞）など、朝日新聞、毎日新聞、東京新聞とリベラル系メディアが一斉に批判した。さらに、三原が質問の中で清水芳太郎の著書『建国』を引用したことについては「北一輝の流れをくむ国家主義者」を礼賛したとの批判がなされた。
日本美術史が専門の佐藤康宏は、「神武天皇の実在を信じる」三原の発言は「迷妄」であると断じている。
- 経済的な視点によるもの

このほかにも、同発言はアベノミクスに対してネガティブなインパクトを与えると観点からも批判がなされた。冷泉彰彦はニューズウィーク誌上で三原の発言に対し、「租税回避への批判を行うということは、現時点では、つまり日本経済がデフレ克服ができるかできないかの瀬戸際においては、明らかに優先順位が低い問題だということです」「せっかく法人減税をしてビジネスの海外流出を防止しようとしたのに、大企業優遇をイヤがる世論に迎合して、急務である改革よりも『多国籍企業バッシング』というまるで左派ポピュリズムに迎合したようなことを言っているわけです」との批判を行った。

### 「神武天皇」をめぐる発言
2016年7月10日放送の『池上彰の参院選ライブ』（テレビ東京）では、「神武天皇の建国のそのときからの歴史というもの、全てを受け入れた憲法を作りたい」と発言し、池上彰から「神武天皇は実在の人物だったという認識なんでしょうか」とを問われると「そうですね。いろんなお考えがあるかもしれませんけど、私はそういう風に思ってもいいのではないかと思っています」と答えた。「学校の教科書でも神武天皇は神話の世界の人物で、実在していた天皇はその後だということになってますが」と池上から指摘されると、「神話の世界の話であったとしても、そうしたことも含めて、そういう考えであってもいいと思います」と答えた。

### ワクチンの公費助成に関する国会での発言
2010年10月21日、厚生労働委員会でワクチンの公費助成をめぐり、以下の発言をした。
積極的な国の推奨により子宮頸がんワクチン接種を受けた少女らに、副反応と疑われる重篤な障害が起こり、社会問題となったが、こうした被害者の救済に関し、厚生労働委員会で以下の発言をした。

### 健康増進法の改正をめぐる発言
2017年5月15日の自民党厚生労働部会において、受動喫煙防止を目的とした屋内原則禁煙の健康増進法改正をめぐり、以下の発言をした。
この発言中、大西英男から「働かなければいいんだよ」という野次が飛び、問題となった。
これに対し、三原は以下のように述べた。
2018年7月10日の参院厚生労働委員会において、三原は大西の一連の行動について、「当初は様子を伺って、世間からの批判が大きくなって初めて、言い逃れのような釈明を行うというのも潔くないなと感じました」と評した。また、大西の発言内容についても、「がん患者の方々もがん患者の就労はまだまだ厳しい中、危機感を持っている。患者らからも怒りや悲しいという声が寄せられたと述べておられました。私も全く同感です」と述べた。

### 「政権を握っているのは総理大臣だけ」
2019年11月1日、自民党女性局のアカウントはツイッターで、女性局の役員を紹介した。これについて、「こんなんが政権握ってりゃ世の中、良くなる訳ない」と他のユーザーから返信を受けると、女性局長であった三原は自身のアカウントで、2日に「私たちは政権握っていませんよ（笑）」と反論。さらに3日には「皆様、コメントが凄いことになってますね～（笑）正確に申し上げましょう。政権を握っているのは総理大臣だけですよ」、4日には「政府は行政府で与党は立法府で三権分立の観点から同じに捉えるのは、、。」、「皆様、大元のツイートから離れていってる～（笑）私が政権を握ってるのですか～⁉もしそうなら凄いな。」と持論を展開したが、議院内閣制の日本では、選挙を通じて国会の多数派で得た与党（=自民党と公明党）が政権を担っており、誤りである。これらの投稿を受け、「議院内閣制を分かっていない」「安倍首相による独裁国家だったのか」などと批判が相次ぎ、元新潟県知事の米山隆一からも批判を受けた。

## 人物
- 1987年4月には、カメラマンとのトラブルがあった。当時のデイリースポーツの報道では、写真週刊誌の契約カメラマンが三原の男性関係を取材するため、尾行。4月1日夕方から2日午前0時ごろまで原宿のスナック、午前1時すぎから同4時半ごろまで六本木のクラブで酒を飲み、知人男性とタクシーに乗りこんだため、追跡し、2人を撮影したところ、男性が激怒し、カメラマンに殴る蹴る。三原も男性もかなり酒に酔っており、現行犯逮捕された。目撃者は「女の声で『テメエなんかぶっ殺してやる』と叫んでました」などと証言。しかし、その後の調べで、三原の関与が薄いことが分かり、5日午後8時ごろ釈放された。当時、メディアは一斉に「三原じゅん子逮捕」などと大きく報道。当初は三原がカメラマンに馬乗りになって暴行などと報じられたが、馬乗りの事実はないとして、起訴猶予処分となった[94]。
- 自民党の西田昌司参議院議員の影響を強く受けたとされ、参議院予算委員会でも西田の隣席に座り、さまざまなことを教わったという[95]。
- 菅義偉前首相を支える「菅グループ」に所属し[96]、菅の側近としても知られている。もともと三原は比例区から出馬していたが、2016年参院選で菅の地盤である神奈川選挙区に鞍替えした後、菅の選挙応援演説にも付き従うようになった[95][97]。
- 2024年4月、横浜市の自宅駐車場で自家用車（トヨタ・ランドクルーザー）を盗まれたとして、神奈川県警に被害を届け出た。県警が窃盗容疑で捜査している。2日午後5時ごろ車で帰宅。3日昼、外出する際に車がなくなっていることに気付き、警察に通報したという[98][99]。

- 複数のチワワを飼っている。

## 所属団体・議員連盟
- 日本会議国会議員懇談会[100]
- 神道政治連盟国会議員懇談会[100]
- みんなで靖国神社に参拝する国会議員の会[100]
- トラック輸送振興議員連盟 事務局次長[51]
- クールジャパン戦略推進特命委員会 事務局長[51]
- どうぶつ愛護議員連盟 事務局長[51]
- オートバイ議員連盟 事務局長[51]
- モータースポーツ振興議員連盟 事務局長[51]
- 20・20議員連盟 事務局長[51]
- ライブエンタティンメント議員連盟 事務局次長[51]
- 日本の尊厳と国益を護る会

## 出演

### テレビドラマ
- スパイダーマン 第8話「世にも不思議な昔ばなし呪いの猫塚」（1978年7月5日、東京12チャンネル） - 怪猫獣に襲われる女D 役
- 燃えろアタック（1979年1月5日 - 1980年7月11日、テレビ朝日） - 西井千恵子 役
- スーパー戦隊シリーズ
- バトルフィーバーJ 第9話「氷の国の女」（1979年、テレビ朝日・東映） - 片山光子 役
- 電子戦隊デンジマン（1980年、テレビ朝日・東映） - サチ子 役
  - 第4話「ベーダー魔城追撃」
  - 第21話「死神党を攻撃せよ」
- 太陽戦隊サンバルカン（1981年、テレビ朝日・東映） - エスパー少女・日見子 役
  - 第36話「エスパー」
  - 第37話「日見子よ」
- 3年B組金八先生シリーズ（TBS） - 山田麗子 役
  - 第1シリーズ（1979年 - 1980年）
  - 第2シリーズ第13話「同窓会・贈る言葉」（1980年）
  - スペシャル1「贈る言葉」（1982年）
  - スペシャル3「小さな嘘」（1984年）
  - スペシャル4「イジメられっ子 金八先生」（1985年）
  - スペシャル5「先生の暴力 生徒の暴力」（1986年）
  - スペシャル6「新・十五歳の母」（1987年）
  - スペシャル8「卒業アルバム」（1990年）
  - 第4シリーズ第11話「十五歳の母と父（2）」（1995年）
  - スペシャル9「子供を救え! 大人達よ立ち上がれ」（1998年）
  - 第5シリーズ第11話「金八涙の体罰…3B騒然辞表提出」（2000年）
  - 第6シリーズ第18話「直と政則（1）」（2002年）
  - ファイナル～「最後の贈る言葉」（2011年）
- 青春諸君!夏（1980年4月9日 - 9月23日、TBS） - のぶ 役
- 俺んちものがたり! （1980年10月7日 - 1981年2月24日、TBS） - 春野恵 役
- GOGO! チアガール（1980年11月5日 - 1981年10月21日、TBS） - 主演・一ノ木真弓 役
- 絶唱（1981年3月3日、TBS） - 主演・小雪 役
- 父母の誤算（1981年5月8日 - 1981年7月31日、TBS） - 結城紀子 役
- いま、いのち満ちて（1981年10月8日、日本テレビ）
- ポーツマスの旗（1981年12月5日、NHK総合） - 宮本ゆき 役
- 暴れん坊将軍シリーズ（テレビ朝日 / 東映）
  - 暴れん坊将軍II
    - 第3話「気になるあいつの恋びんた!」（1983年） - おふね 役
    - 第90話「吉宗失脚!?初春一番の大江戸裁き! スペシャル」（1985年） - 尾張藩の姫・雪姫 役

  - 暴れん坊将軍X
    - 第3話「禁じられた恋文! 罪深き女の一途な愛」（2000年） - お登世 役
- 大奥 （1983年、フジテレビ） - 千姫 役
  - 第1話「大奥誕生」
  - 第2話「生みの母 育ての母」
- 愛と憎しみの絆（1983年4月14日 日本テレビ） - 主演・吉本ミキ 役
- 外科医 城戸修平 第8話「捨てた命拾った命」（1983年、TBS）
- ザ・サスペンス「一億人を敵にした男 復讐するは我にあり」（1984年4月7日、TBS）
- 新大江戸捜査網 第1話（第641話）「激闘! 御成敗書が闇に舞う」（1984年） - おみつ 役 ※並木版
- 大岡越前 第8部 第16話「抜け荷暴いた娘掏摸」（1984年11月5日、TBS / C.A.L） - おぎん 役
- 輝きたいの（1984年5月9日 - 5月30日、TBS） - 原島里美 役
- ザ・サスペンス「縄の証言」(1984年5月26日、TBS）主演
- 土曜ワイド劇場西村京太郎トラベルミステリー 「東北新幹線殺人事件」（1984年7月14日、テレビ朝日） - 宮本忍 役
- 遠山の金さん（テレビ朝日 / 東映） - お銀 役
  - 第1シリーズ 第112話「炎の女用心棒! 黒猫のお銀」（1984年9月13日）
  - 第1シリーズ 第139話「女用心棒・黒猫のお銀II "女は心が命です"」（1985年5月9日）
  - 第2シリーズ 第37話「黒猫のお銀・恋を斬る!」（1986年8月5日）
- 月曜ワイド劇場「死体持参花嫁事件」（1985年7月8日、テレビ朝日）主演 麻里子 役
- 影の軍団IV 第17話「魔女三人江戸を裂く」（1985年、関西テレビ） - お玉 役
- 新・いじわる看護婦（1985年9月23日／12月23日、フジテレビ）中原理恵の同シリーズ後の9・10話に主演
- 特捜最前線 401話「盲導犬バロン号の追跡!」（1985年、テレビ朝日） - 青柳アツコ 役
- 風雲 柳生武芸帳（1985年1月2日、テレビ東京） - 阿国 役
- 誇りの報酬 第40話「幸福へのパスポート」（1986年、日本テレビ）
- 木曜ドラマストリート「展望車殺人事件」（1986年7月31日、フジテレビ）
- 水曜ドラマスペシャル「にせドンファン」（1986年9月10日、TBS）
- 翔んでる警視II（1987年1月3日 TBS）
- 土曜ワイド劇場「露天風呂の女」（1987年2月28日 テレビ朝日）主演
- 水曜ドラマスペシャル「私は二番目の女」（1987年5月6日、TBS）
- 火曜サスペンス劇場「スキャンダル」（1988年1月5日 日本テレビ）
- 土曜ワイド劇場 西村京太郎トラベルミステリー「日本海殺人ルート」（1988年4月2日 テレビ朝日） - かおる 役
- ドラマ・女の四季　嫁姑ペット戦争（1988年2月22日、テレビ東京）主演
- 閉じた窓（1988年8月1日、フジテレビ）
- 水戸黄門（TBS / C.A.L）
  - 第15部 第34話「女壺振り 仇討ち悲願 -松井田-」（1985年9月16日） - お蝶 役
  - 第16部 第12話「京人形に賭けた芸妓の意地 -京-」（1986年7月14日） - 小夏 役
  - 第21部 第18話「悪を蹴散らす神楽面 -備中松山-」（1992年8月3日） - 由紀 役
  - 第29部 第13話「少年よ大志を抱け! -大聖寺-」（2001年6月25日） - はる 役
  - 第38部 第6話「険しい恋路の吉野山・吉野」（2008年2月11日） - おもん 役
- 若大将天下ご免! 第13話「お空が眩しいジャジャ馬娘!」（1987年、テレビ朝日） - お甲 役
- 名奉行 遠山の金さん（テレビ朝日 / 東映）
  - 第1シリーズ 第9話「正当防衛の男?」（1988年） - おすま 役
  - 第2シリーズ 第7話「暗闇に一輪桜小僧」（1989年） - お袖 役
  - 第3シリーズ
    - 第4話「夫を売った女の秘密」（1990年） - お園 役
    - 第21話「奉行に悪女の罠!」（1991年） - おりん 役
- はぐれ刑事純情派 （テレビ朝日）
  - 第1シリーズ 第11話「子連れ未亡人の犯罪」（1988年）
  - 第2シリーズ 第9話「父を見殺しにされた娘」（1989年）
- 男と女のミステリー「しらべる女II」（1989年8月11日、フジテレビ）
- 父子の対話（1989年11月20日 フジテレビ）
- 土曜ワイド劇場「京都 琵琶湖別荘殺人事件」（1990年5月5日、テレビ朝日） - 野村陽子 役
- 八百八町夢日記 第1シリーズ 第26話「夢之介が殺した女」（1990年5月29日、日本テレビ） - お絹 役
- 亭主交換家族（1990年6月9日、TBS）
- 刑事犬カール・瀬戸内の追跡（1991年3月23日 TBS）
- 遅すぎた男（1991年3月25日 フジテレビ）主演
- 土曜ワイド劇場「京都 天の橋立殺人事件」（1992年1月25日、テレビ朝日） - 内川奈美 役
- 土曜ワイド劇場「牟田刑事官事件ファイル16」ヨコハマ偽装心中（1992年3月28日、テレビ朝日） - 木村和美 役
- 月曜ドラマスペシャル「女子大生ホステス名探偵 華やかな密室殺人」（1992年7月13日、TBS） - 鮎子 役
- 月曜ドラマスペシャル「西鹿児島駅殺人事件」（1993年1月18日、TBS） - 神田ゆう子 役
- 金曜エンタテイメント「他殺岬」（1993年7月2日、フジテレビ）
- 月曜ドラマスペシャル「華やかな密室殺人2」（1993年7月19日、TBS） - 鮎子 役
- 金曜エンタテイメント「京都ミス映画村殺人事件」（1993年11月5日、フジテレビ） - 朝川真理子 役
- 金曜エンタテイメント「京都百人一首殺人事件」（1995年1月13日、フジテレビ）
- 金曜エンタテイメント「京都紫式部殺人事件」（1996年3月15日、フジテレビ） - 六角満里子 役
- ホテルiv（1997年3月27日 TBS）
- 火曜サスペンス劇場「取調室7」（1997年9月9日、日本テレビ） - 小月綾乃 役
- 月曜ドラマスペシャル「名探偵キャサリン5 胡蝶蘭殺人事件」（1998年6月1日、TBS） - 花岡エミ 役
- リンクの魂（1998年 - 1999年、テレビ朝日）
- こいまち 最終回（1999年3月16日 関西テレビ） - 花形みすず 役
- すずらん（1999年、NHK総合 連続テレビ小説） - 北澤みね 役
- マッチポイント!（2000年10月6日 - 12月22日、NHK総合） - 吉岡タマミ 役
- 月曜ドラマスペシャル 山村美紗サスペンス「検視官江夏冬子5」京都慕い雛殺人事件（2000年3月6日、TBS） - 篠塚真純 役
- 京極夏彦 「怪」第1話「七人みさき」（2000年、WOWOW） - 涼 役
- 火曜サスペンス劇場警部補 佃次郎12（2001年5月1日、日本テレビ） - 井上由香 役
- 女と愛とミステリー「警察医・花井吾郎の殺人カルテ」（2002年2月20日、テレビ東京）
- 火曜サスペンス劇場緊急救命病院（2003年6月24日、日本テレビ） - 上野雅代 役
- 土曜ワイド劇場 ラーメン刑事「龍」の殺人推理(4)（2003年9月20日、テレビ朝日） - 宮本沙織 役
- 女と愛とミステリー「西村京太郎トラベルサスペンス「寝台特急はやぶさの女」」（2004年、テレビ東京） - 原口由紀 役
- 菊亭八百善の人びと（2004年、NHK総合） - 高木惇子 役
- ファイト（2005年、NHK総合 連続テレビ小説） - 駒田敏美 役
- 上を向いて歩こう～坂本九物語～（2005年、テレビ東京） - 野間照子 役
- 水曜ミステリー9 家政婦春子 他人の不幸は蜜の味−嫁姑 殺意の接点-（2005年10月5日、テレビ東京） - 塚原(川村)弥生 役
- 功名が辻（2006年、NHK総合 大河ドラマ） - 堀尾いと 役
- 夫婦道（2007年、TBS） - 佐山かおり 役（小料理屋「かおり」女将）
- 月曜ゴールデン「万引きGメン・二階堂雪」15（2007年5月7日、TBS） - 加賀美真由子 役
- 女子刑務所東三号棟7（2008年1月14日、TBS） - 石橋沙也加
- 水曜ミステリー9「街占師 ～北白川晶子の事件占い～」（2008年9月11日、テレビ東京）- 末松浩子役
- 「日本史7大ミステリー歴史を作った女たちSP 歴史は女が動かしていた!?」（2008年12月23日、テレビ東京）再現ドラマ - 淀殿 役
- 非婚同盟（2009年1月5日 - 3月27日、東海テレビ制作・フジテレビ系列） - 伊庭圭子 役
- 陽炎の辻スペシャル～居眠り磐音 江戸双紙～正月SP 「海の母」（2010年1月1日、NHK総合） - おえい 役

### 映画
- 父よ母よ!（1980年） - 多喜子 役
- あゝ野麦峠 新緑篇（1982年） - 主演・中谷タケ 役
- ハイティーン・ブギ（1982年） - 未樹 役
- 人形嫌い（1982年） - 主演・日樫もえ 役
- 父と子（1983年） - 峰岸トメ子 役
- 日本海大海戦 海ゆかば（1983年） - 木村せつ 役
- あいつとララバイ（1983年） - 相沢リエ 役
- キャバレー（1986年） - 英子 役
- 嵯峨野の宿（1987年） - 主演・篠原良子 役
- 卍舞2 妖艶三女濡れ絵巻（1995年） - おゆう 役
- しきじきょうしつ（1995年 ビデオ 大阪府）
- すずらん 少女萌の物語（2000年） - 北沢みね 役
- 京極夏彦 「怪」「七人みさき」（2000年） - 涼 役
- 不思議めがね（2002年）
- ロックンロール★ダイエット!（2008年） - 江口弘子 役
- 魔法のiらんど teddy bear（2008年） - 塚本由美子 役
- 弁天通りの人々（2009年、アルゴ・ピクチャーズ） - 天璋院篤姫 役
- 逢えてよかった。（2010年） - ミエの母 役

### Vシネマ
- タフ TUFF 誕生篇（1990年）
- タフ TUFF 復讐篇（1991年）
- 河内残侠伝 軍鶏（1991年） - 主演・岩瀬朝
- パチンコ無宿（1995年）
- しきじきょうしつ　国際識字の10年中間年記念映画（1995年 大阪府）
- 麻雀飛翔伝 哭きの竜 2 3（1996年） - 闇のピエロ(代打ち)
- 新 第三の極道8 腐敗官僚vs裏盃の軍団（1998年） - 倫子(政財界が集まるクラブのオーナー)
- 実録・日本ヤクザ抗争史 鯨道5 侠骨 死闘編（2001年）
- 実録・日本ヤクザ抗争史 鯨道6 侠骨 完結編（2001年）
- 実録・最後の愚連隊（2002年） - 早川千賀子
- 実録・山陽道やくざ戦争 覇道（2004年）
- 実録・九州やくざ戦争 シリーズ（2006年）全3作
  - 実録・九州やくざ戦争 九州の義王(ライオン)（2006年1月25日）
  - 実録・九州やくざ戦争2 手打ち無き抗争（2006年3月25日）
  - 実録・九州やくざ戦争 完結編 筑豊頂上戦争（2006年5月25日）

### 舞台
- SHINJUKU ウエストサイド・ストーリー（1984年1月2日 - 1月16日 シアターアプル）
- 人生まわり舞台（1987年10月3日 - 10月30日 藤田まこと公演 新宿コマ劇場）
- グリース（1988年9月17日 - 9月25日 厚生年金会館）
- 俄雪（1995年10月1日 - 10月26日 ミヤコ蝶々公演 中座）
- 雪のぬくもり・金とダンボール・おもろい一族 と蝶々公演に参加（1996年3月2日 - 3月27日 中座 雪のぬくもり・名鉄ホール）
- 愛愛のれん（1999年4月4日 - 4月28日 名古屋名鉄ホール）
- 泥棒と目明し（1997年12月2日 - 12月26日 名鉄ホール）
- 二十四の瞳（1998年8月20日 - 8月23日 大阪厚生年金会館） - 劇団フジ 主役・大石先生
- 五木ひろし公演 石松初恋旅（2000年1月2日 - 1月28日）
- 芸能生活30周年記念ライブ（2002年4月20日 ジャパンホール奈良）
- 高橋英樹公演（2001年10月2日 - 明治座）
- 武田鉄矢公演（2002年6月1日 - 6月27日 明治座 9月1日～25 名古屋御園座）
- 横須賀ドブ板物語（2003年7月10日 - 7月13日 新宿紀伊国屋サザンシアター） 劇団俳協公演
- アルプスの少女 ハイジ（2003年7月19日 - 7月27日 三越劇場 他全国公演） - ロッテンマイエル役
- 松平 健公演（2004年10月2日 - 10月29日 新宿コマ）
- 五木ひろし公演（2007年2月5日 - 2月28日 名古屋御園座）
- 川中美幸公演（2007年4月29日 - 5月24日 新歌舞伎座）

### NHK紅白歌合戦
三原順子時代に出場
| 年度/放送回               | 回 | 曲目                   | 出演順 | 対戦相手   |
| ------------------------- | -- | ---------------------- | ------ | ---------- |
| 1982年（昭和57年）/第33回 | 初 | ホンキでLove me Good!! | 01/22  | シブがき隊 |

注意点
- 出演順は「出演順/出場者数」で表す。

### テレビアニメ
- こちら葛飾区亀有公園前派出所第261話「レッツゴー長崎! 恋しぐれトラック姉ちゃん」（2002年4月7日、フジテレビ） - 春代 役
- 満月をさがして第10話「芸能界の掟!?」・第21話「新たな思い」・第36話「運命の新人賞」・第51話「運命の日」（2002年6月8日・12月7日・2003年3月22日、テレビ東京） - 昆巻冬子 役

### ゲーム
- 龍が如く（2005年12月8日、セガ） - 麗奈 役

### ビデオ
- 熱い夢 シカゴ 1.2 愛宕書房・東映ビデオ 1983年
- 銀幕漂流 パワースポーツ 1986年（不思議の国のじゅん子 メリーポピンズ・日映）
- ジャンピング・ジェニー オリーブ 1990年

### 吹き替え
- WITHOUT A TRACE/FBI 失踪者を追え!(NHK-BS2)
  - 第1シーズン11話「思い出ビデオ」：キャロル・ミラー役
  - 第2シーズン18話「父と母と子」：マーサ・スタンリー役
- ジョニー・ハンサム：エレン・バーキンの声

※声の出演は他にもFMドラマ (NHK) やてれび絵本（NHK教育テレビジョン）「ソクラテスシリーズ」（2006年10月初回放送）、DOWANGOの「いろメロミックス」がある。

### ラジオ
- 三原順子ファンタジーロード（1981年4月11日 - 1983年10月8日、TBSラジオ）
- FMシアター 「唐木屋一件のこと」（2003年7月5日、NHK-FM） - 唐木屋 お重 役[101]
- FMシアター 「ある詐欺師の風景」（2004年4月10日、NHK-FM）[102]
- 青春アドベンチャー 「ラジオの前で」（2007年6月18日 - 29日、NHK-FM） - 工藤あかね 役[103]
- 青春アドベンチャー 「闘う女。～そんな私のこんな生きかた～」（2007年11月26日 - 12月7日、NHK-FM） - 女性ムエタイボクサー 役[103]

### テレビCM
- カシオ計算機「CASIOデジタル腕時計・デジタルはCASIO篇」（1980年、ちなみに彼女がCMキャラクターに起用される以前は山口百恵がCMキャラクターを担当していた）
- 日清やきそば UFO（1981年）
- 日本コカ・コーラ（1982年）
- 小田急御殿場ファミリーランド（1980年、関東圏で放送）
- あべのプール（1981年、関西圏で放送）
- たらみ くだものムース（1996年）
- サントリー ボス 『農家』篇（2008年）※トミー・リー・ジョーンズ、財津一郎と共演

## ディスコグラフィ

### シングル
| 発売日         | オリコン最高位 | 規格品番       | 面                                  | タイトル                              | 作詞                       | 作曲           | 編曲                     |
| キングレコード | キングレコード | キングレコード | キングレコード                      | キングレコード                        | キングレコード             | キングレコード | キングレコード           |
| -------------- | -------------- | -------------- | ----------------------------------- | ------------------------------------- | -------------------------- | -------------- | ------------------------ |
| 1980年9月21日  | 8位            | K07S-35        | A                                   | セクシー・ナイト                      | 亜蘭知子                   | 長戸大幸       | 長戸大幸                 |
| 1980年9月21日  | 8位            | K07S-35        | B                                   | ミステイク                            | 亜蘭知子                   | 中島正雄       | 長戸大幸                 |
| 1980年12月21日 | 57位           | K07S-136       | A                                   | Let's Go 青春                         | 亜蘭知子                   | 青山八郎       | 河野土洋                 |
| 1980年12月21日 | 57位           | K07S-136       | B                                   | 夕暮れはセンチメンタル                | 亜蘭知子                   | 青山八郎       | 河野土洋                 |
| 1981年1月21日  | 13位           | K07S-155       | A                                   | ド・ラ・ム                            | 亜蘭知子                   | 長戸大幸       | 中島正雄                 |
| 1981年1月21日  | 13位           | K07S-155       | B                                   | 泣いてぼっち                          | 亜蘭知子                   | 長戸大幸       | 長戸大幸                 |
| 1981年5月25日  | 14位           | K07S-185       | A                                   | サニーサイド・コネクション            | 竜真知子                   | 網倉一也       | 松井忠重                 |
| 1981年5月25日  | 14位           | K07S-185       | B                                   | ストップ・ザ・サンセット              | 竜真知子                   | 網倉一也       | 松井忠重                 |
| 1981年7月1日   | -              | NCS-1432       | A                                   | いとしのサマーボーイ                  | 竜真知子                   | 川口真         | 萩田光雄                 |
| 1981年9月21日  | 20位           | K07S-216       | A                                   | 真っすぐララバイ                      | 三浦徳子                   | 筒美京平       | 船山基紀                 |
| 1981年9月21日  | 20位           | K07S-216       | B                                   | 愛ってなんなの                        | 三浦徳子                   | 筒美京平       | 船山基紀                 |
| 1982年1月21日  | 35位           | K07S-265       | A                                   | 氷河期                                | 三浦徳子                   | 幸耕平         | 若草恵                   |
| 1982年1月21日  | 35位           | K07S-265       | B                                   | 心の棘                                | 三浦徳子                   | 長戸大幸       | 若草恵                   |
| 1982年5月21日  | 11位           | K07S-280       | A                                   | だって・フォーリンラブ・突然          | T.C.R横浜銀蝿R.S. 山田麗子 | TAKU           | 中島正雄                 |
| 1982年5月21日  | 11位           | K07S-280       | B                                   | ほ・ど・ほ・ど・マイ・ダーリン        | T.C.R横浜銀蝿R.S. 山田麗子 | TAKU           | 中島正雄                 |
| 1982年9月21日  | 90位           | K07S-333       | A                                   | 靴音 - Still Liverpool                | 山田麗子                   | 増尾元章       | 松井忠重                 |
| 1982年9月21日  | 90位           | K07S-333       | B                                   | Still Liverpool（インストルメンタル） | -                          | 増尾元章       | 松井忠重                 |
| 1982年10月7日  | 28位           | K07S-353       | A                                   | ホンキでLove me Good!!                | TAKU                       | TAKU           | 中島正雄                 |
| 1982年10月7日  | 28位           | K07S-353       | B                                   | 身も心も                              | 阿木燿子                   | 宇崎竜童       | 中島正雄                 |
| 1983年2月21日  | 52位           | K07S-376       | A                                   | ミスティー・ヒロイン                  | 来生えつこ                 | 南佳孝         | 松井忠重                 |
| 1983年2月21日  | 52位           | K07S-376       | B                                   | ダウン・ビーチ                        | 来生えつこ                 | 南佳孝         | 松井忠重                 |
| 1983年5月21日  | 46位           | K07S-400       | A                                   | 悲・GEORGE                            | 山田麗子                   | 井上大輔       | 井上大輔                 |
| 1983年5月21日  | 46位           | K07S-400       | B                                   | 危険                                  | 三浦徳子                   | 井上大輔       | 井上大輔                 |
| 1983年9月1日   | 86位           | K07S-460       | A                                   | 気まぐれSTING                         | 山田麗子                   | 入江純         | 木森敏之                 |
| 1983年9月1日   | 86位           | K07S-460       | B                                   | さよなら BABY FACE                    | 山田麗子                   | 木森敏之       | 木森敏之                 |
| 1984年1月1日   |                | K07S-505       | A                                   | 夢心中～MY DESIRE～                   | なかにし礼                 | 宇崎竜童       | 小針克之助               |
| 1984年1月1日   | B              | K07S-505       | STAY BY MY SIDE                     | 島武実                                | 川崎真弘                   | 宇崎竜童       |                          |
| 1984年8月25日  | 83位           | K07S-566       | A                                   | じゃじゃ馬ならし                      | 及川恒平                   | 芹澤廣明       | 桜庭伸幸                 |
| 1984年8月25日  | 83位           | K07S-566       | B                                   | 裸足のストレイ・キャット              | 宮原茅映                   | 樫原伸彦       | 鷺巣詩郎                 |
| 1985年3月21日  |                | K07S-10002     | A                                   | 口唇からショット・ガン                | 宮原茅映                   | NOBODY         | 入江純                   |
| 1985年3月21日  | B              | K07S-10002     | 独り Rock’n Roll                    | 馬場孝幸                              | 宮原茅映                   |                | 入江純                   |
| 1985年6月10日  |                | K07S-10029     | A                                   | とてもいけない過去                    | 阿木燿子                   | かしぶち哲郎   | かしぶち哲郎             |
| 1985年6月10日  | B              | K07S-10029     | NITE FLIGHT                         | 福岡有子                              | 松原正樹                   | 松原正樹       |                          |
| 1985年10月21日 |                | K07S-10064     | A                                   | So Deep                               | 勝田誠                     | Haward Killy   | Haward Killy Project WAO |
| 1985年10月21日 | B              | K07S-10064     | City’s Lonely Life                  |                                       | 勝田誠                     | Haward Killy   | Haward Killy Project WAO |
| 1985年12月21日 |                | K07S-10074     | A                                   | Easy 悪 Rock'n Roll                   | 美衣紫かず美 酒田踊        | 木下豊美雄     | 入江純                   |
| 1985年12月21日 | B              | K07S-10074     | Be My Baby                          | Spector・Greenwich・Barry             | Spector・Greenwich・Barry  | 長岡道夫       |                          |
| 1986年8月21日  |                | K07S-10115     | A                                   | 殺しは LEMON JUICE で                 | JUNKO                      | ANNIE          | H.Kelly                  |
| 1986年8月21日  | B              | K07S-10115     | TOKYO BLUES                         | 福田純                                | 松本孝弘                   |                | H.Kelly                  |
| プラッツ       |                |                |                                     |                                       |                            |                |                          |
| 1991年3月21日  |                | PLDP-1014      | 1                                   | Straight from the heart（バラード）   | Linda Hennrick             | 井上大輔       | Haward Killy             |
| 1991年3月21日  | 2              | PLDP-1014      | Straight from the heart（ディスコ） |                                       | Linda Hennrick             | 井上大輔       | Haward Killy             |
| 1991年3月21日  | 3              | PLDP-1014      | Straight from the heart（カラオケ） | -                                     |                            | 井上大輔       | Haward Killy             |
| 1991年3月21日  | 4              | PLDP-1014      | CRAZY TOWN                          | 早瀬七美                              | Haward Killy               |                | Haward Killy             |

### アルバム

#### オリジナル・アルバム
- セクシー・ナイト（1980年）- 1994年2月5日にCDで再発
- 時限爆弾（1981年）
- Top Secret（1981年）
- 乱気流 順子Ⅳ（1982年）
- Rockin' Road/My Way なんて語れない（ライブ）（1982年）
- Wash Out（1982年）
- Windy City 風都市（1983年）
- I Love Exiting Mini（ミニアルバム）（1983年）
- MY DESIRE（1984年）
- じゃじゃ馬ならし（1984年）
- I Love Exiting Mini（ミニアルバム）（1984年）
- Versus（1985年）
- So Deep（1985年）
- Rock'n Roll パーティー（ミニアルバム）（1985年）
- スプレンダー（1986年）

#### ベスト・アルバム
- ベスト・セレクション（1982年）
- ベスト・セレクション Vol.2（1983年）
- 三原じゅん子 全曲集（1985年11月21日）
- アーティスト・コレクション 三原順子（1999年11月26日）
- 三原順子 パーフェクト・ベスト（キングレコード、2010年7月7日）
- Junko Mihara 30th anniversary complete collection 三原順子 『JUNKO BOX』（キングレコード、2010年12月22日）

#### オムニバス・・アルバム
- STRAIGHT FROM THE HEART（CDシングル）（1991年）
- いつまでも青春してね 「だって・フォーリンラブ・突然」（1991年1月21日）
- いい歌みつけた 「ファースト・ラブ」（1998年11月27日）
- キング・アイドル・ヒストリー 「だって・フォーリンラブ・突然」（1999年11月3日）
- おしえてアイドル キング編 「Easy-悪-Rock’n Roll」（2000年12月25日）
- Super Select Idol Songs 「セクシー・ナイト」（2002年9月4日）
- 続・青春歌年鑑 1982 「だって・フォーリンラブ・突然」（2002年11月27日）
- 山口百恵トリビュート Thank You For…part2 「愛の嵐」（2005年5月25日）
- レディーストランス 愛死天流!「セクシー・ナイト」、「嵐の素顔」、「また逢える」（2006年10月25日）
- GIFT 「セクシー・ナイト」（2007年10月24日）
- MOON （バンド 「THE MOTHER」 のボーカルとして）（2009年5月12日）
- ラブリー・ビーナス 「セクシー・ナイト」（ソニーミュージック、2010年6月30日）
- ヴィーナス・レジェンド ～無敵の80'sアイドル・ヒッツ 「だって・フォーリンラブ・突然」（キングレコード、2010年7月7日）
- ラブリー・プリンセス 「だって・フォーリンラブ・突然」（ソニーミュージック、2011年1月26日）
- Bubbly～バック・トゥ・ザ・’80s(創世期)～ 「セクシー・ナイト」 （ソニーミュージック、2011年4月6日）
- アイドル黄金時代 「セクシー・ナイト」（キングレコード、2012年5月9日）
- 筒美京平 GOLDEN HISTORY WAKU WAKUさせて 「真っすぐララバイ」（キングレコード、2012年12月26日）
- 永遠のアイドル 「セクシー・ナイト」（ソニーミュージック、2013年1月30日）

## 出版

### 著書
- 『片恋いのラブレター あなたに伝えたい』三原順子・著 ワニブックス KKベストセラーズ 1980年
- 『人形嫌い フォト&エッセイ 蒼い時を超えて』三原順子 ペップ出版 1982年
- 『もう一度アイラブユー やせたコアラを見てみたい!』キャンパスシネマ 2000年
- 『「シトラ・ノクターン式」成功ダイエット』監修 創芸社 2002年
- 『生きたい』講談社 2010年
- 『女性宰相待望論 時代が登場をうながす 対談集』加藤清隆、小池百合子、高市早苗、山谷えり子、ありむら治子、稲田朋美、佐藤ゆかり、丸川珠代、亀井亜紀子共著 自由社 2012年
- 『よく分かるリベンジポルノ防止法』平沢勝栄、山下貴司共著 立花書房 2016年

### 写真集
- 近代映画ハロー・三原順子特集号 1980年
- 『順子』廣済堂出版 1980年
- 『写真集 ふりむくな!JUNKO』長友健二・撮影 講談社 1981年
- 『写真集 素顔』野村誠一撮影 ワニブックス・KKベストセラーズ 1982年
- 『写真集 Windy City Story』荒木英仁・撮影 武集書房 1984年
- 『写真集 別冊スコラ39』河合肇・撮影 講談社 1987年

## レース戦績

### 全日本GT選手権
| 年     | チーム                     | 使用車両           | クラス | 1      | 2      | 3      | 4      | 5     | 6       | 7   | 順位 | ポイント |
| ------ | -------------------------- | ------------------ | ------ | ------ | ------ | ------ | ------ | ----- | ------- | --- | ---- | -------- |
| 1996年 | FIRST RACING TEAM          | トヨタ・MR2        | GT300  | SUZ    | FSW    | SEN 9  | FSW 8  | SUG   | MIN     |     | 28位 | 5        |
| 1997年 | ファーストレーシングチーム | トヨタ・MR2        | GT300  | SUZ 13 | FSW 14 | SEN 13 | FSW 14 | MIN 9 | SUG Ret |     | 27位 | 2        |
| 1998年 | KRAFT                      | トヨタ・キャバリエ | GT300  | SUZ    | FSW C  | SEN    | FSW    | TRM   | MIN     | SUG | NC   | 0        |

## 選挙歴
| 当落 | 選挙                     | 執行日         | 年齢 | 選挙区         | 政党       | 得票数      | 得票率 | 定数 | 得票順位 /候補者数 | 政党内比例順位 /政党当選者数 |
| ---- | ------------------------ | -------------- | ---- | -------------- | ---------- | ----------- | ------ | ---- | ------------------ | ---------------------------- |
| 当   | 第22回参議院議員通常選挙 | 2010年07月11日 | 45   | 参議院比例区   | 自由民主党 | 16万8342票  | ーー   | 48   | /                  | 5/12                         |
| 当   | 第24回参議院議員通常選挙 | 2016年07月10日 | 51   | 神奈川県選挙区 | 自由民主党 | 100万4877票 | 24.50% | 4    | 1/12               | /                            |
| 当   | 第26回参議院議員通常選挙 | 2022年07月10日 | 56   | 神奈川県選挙区 | 自由民主党 | 80万7300票  | 19.74% | 4    | 1/15               | /                            |